# Pont-les-Moulins
Pour les articles homonymes, voir Pont (toponyme).
Pont-les-Moulins est une commune française située dans le département du Doubs, la région culturelle et historique de Franche-Comté et la région administrative Bourgogne-Franche-Comté.
Ses habitants se nomment les Pont-les-Moulinois et Pont-les-Moulinoises.

## Géographie

### Toponymie
Ponz-les-Molins en 1336 ; Pont-les-Molins en 1462 ; Pont-lez-Baulmes en 1475 ; Pont-les-Moulins depuis 1671.
Le village-rue se trouve au pied d'importants reliefs, en rive gauche d'un méandre du Cusancin qui se jette dans le Doubs à Baume-les-Dames.

### Climat
Pour des articles plus généraux, voir Climat de la Bourgogne-Franche-Comté et Climat du Doubs.
En 2010, le climat de la commune est de type climat de montagne, selon une étude du Centre national de la recherche scientifique s'appuyant sur une série de données couvrant la période 1971-2000. En 2020, Météo-France publie une typologie des climats de la France métropolitaine dans laquelle la commune est dans une zone de transition entre le climat semi-continental et le climat de montagne et est dans la région climatique  Jura, caractérisée par une forte pluviométrie en toutes saisons (1 000 à 1 500 mm/an), des hivers rigoureux et un ensoleillement médiocre. 
Pour la période 1971-2000, la température annuelle moyenne est de 10,5 °C, avec une amplitude thermique annuelle de 17,3 °C. Le cumul annuel moyen de précipitations est de 1 216 mm, avec 12,8 jours de précipitations en janvier et 10,7 jours en juillet. Pour la période 1991-2020, la température moyenne annuelle observée sur la station météorologique de Météo-France la plus proche, « Branne_sapc », sur la commune de Branne à 10 km à vol d'oiseau, est de 11,1 °C et le cumul annuel moyen de précipitations est de 1 127,0 mm. 
La température maximale relevée sur cette station est de 39 °C, atteinte le 7 août 2015 ; la température minimale est de −19,8 °C, atteinte le 20 décembre 2009,,. 
Les paramètres climatiques de la commune ont été estimés pour le milieu du siècle (2041-2070) selon différents scénarios d'émission de gaz à effet de serre à partir des nouvelles projections climatiques de référence DRIAS-2020. Ils sont consultables sur un site dédié publié par Météo-France en novembre 2022.

## Urbanisme

### Typologie
Au 1er janvier 2024, Pont-les-Moulins est catégorisée commune rurale à habitat dispersé, selon la nouvelle grille communale de densité à 7 niveaux définie par l'Insee en 2022.
Elle est située hors unité urbaine et hors attraction des villes,.

### Occupation des sols
L'occupation des sols de la commune, telle qu'elle ressort de la base de données européenne d’occupation biophysique des sols Corine Land Cover (CLC), est marquée par l'importance des territoires agricoles (53,7 % en 2018), une proportion sensiblement équivalente à celle de 1990 (53,5 %). La répartition détaillée en 2018 est la suivante : 
forêts (46,3 %), prairies (26,9 %), zones agricoles hétérogènes (26,7 %). L'évolution de l’occupation des sols de la commune et de ses infrastructures peut être observée sur les différentes représentations cartographiques du territoire : la carte de Cassini (XVIIIe siècle), la carte d'état-major (1820-1866) et les cartes ou photos aériennes de l'IGN pour la période actuelle (1950 à aujourd'hui).

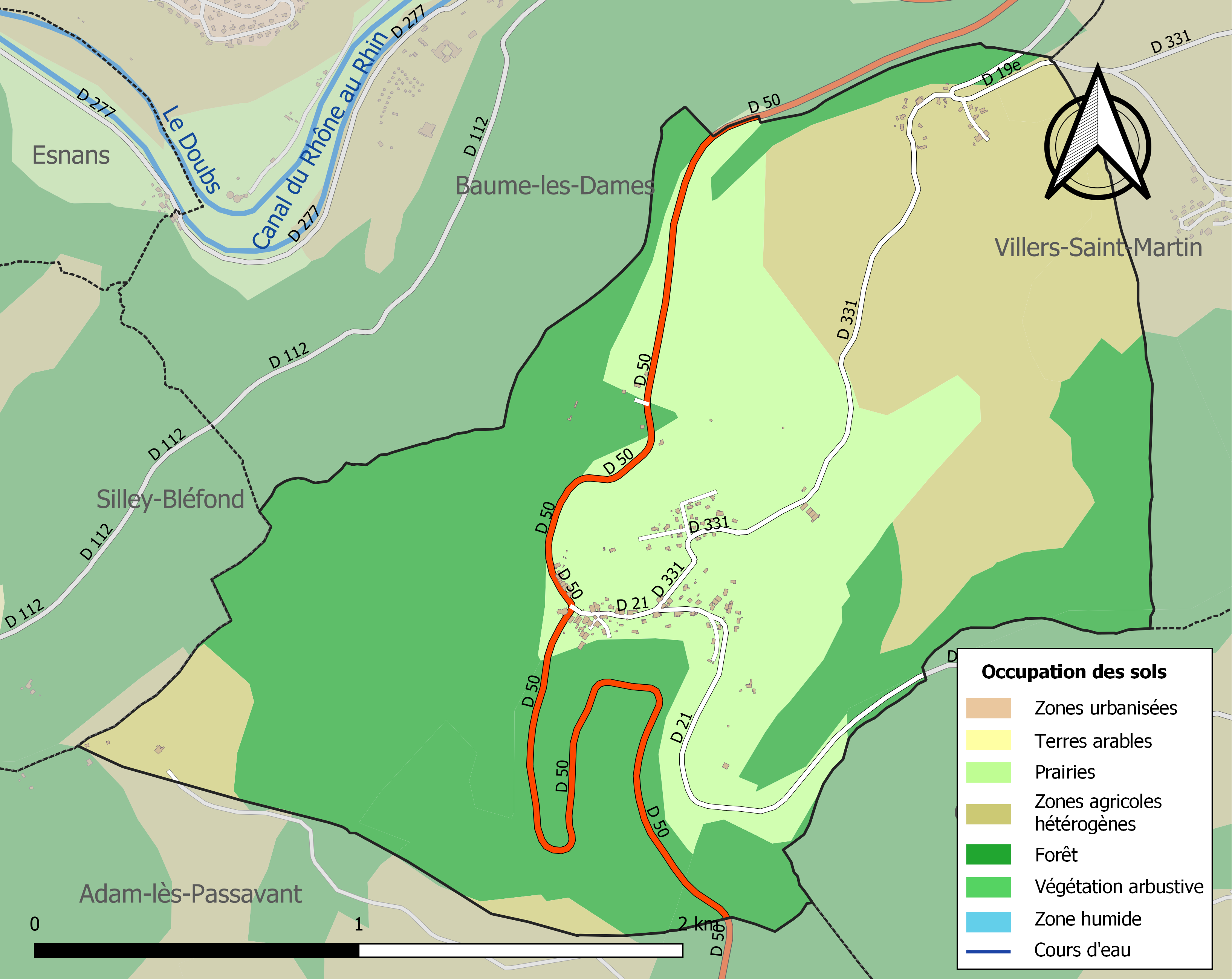
Carte des infrastructures et de l'occupation des sols de la commune en 2018 (CLC).

## Histoire
Le Xe siècle bourguignon est celui des Rodolphiens, du nom des trois rois dont les règnes courent de 888 à 1032. L'un d'eux chassait un jour dans les parages de Pont-les-Moulins. Poursuivant un ours de belle taille, il lui planta enfin son javelot dans le corps, sans toutefois le tuer sur le coup. Désarçonné par la violence du choc, il allait être déchiqueté par l'animal furieux lorsqu'un membre de la cour, venu à la rescousse, réussit in extremis à tirer son seigneur de ce mauvais pas. Le Bois-Rodophe et son hameau perpétuent à tout jamais le souvenir de ce fait historique... ou de cette légende.

## Politique et administration
| Période                                  | Période  | Identité                | Étiquette | Qualité           |
| ---------------------------------------- | -------- | ----------------------- | --------- | ----------------- |
| mars 2008                                | 2014     | François Cosano         |           |                   |
| mars 2014                                | 2020     | Françoise Routhier      | SE        | Retraitée         |
| mai 2020                                 | En cours | Alexandre Perrez-Bonnet | SE        | Agent de maîtrise |
| Les données manquantes sont à compléter. |          |                         |           |                   |

## Démographie
L'évolution du nombre d'habitants est connue à travers les recensements de la population effectués dans la commune depuis 1793. Pour les communes de moins de 10 000 habitants, une enquête de recensement portant sur toute la population est réalisée tous les cinq ans, les populations de référence des années intermédiaires étant quant à elles estimées par interpolation ou extrapolation. Pour la commune, le premier recensement exhaustif entrant dans le cadre du nouveau dispositif a été réalisé en 2007.

En 2022, la commune comptait 207 habitants, en évolution de +10,7 % par rapport à 2016 (Doubs : +1,88 %, France hors Mayotte : +2,11 %).
| 1793 | 1800 | 1806 | 1821 | 1831 | 1836 | 1841 | 1846 | 1851 |
| ---- | ---- | ---- | ---- | ---- | ---- | ---- | ---- | ---- |
| 230  | 236  | 238  | 289  | 293  | 314  | 309  | 302  | 294  |

| 1856 | 1861 | 1866 | 1872 | 1876 | 1881 | 1886 | 1891 | 1896 |
| ---- | ---- | ---- | ---- | ---- | ---- | ---- | ---- | ---- |
| 238  | 228  | 227  | 217  | 222  | 229  | 191  | 180  | 165  |

| 1901 | 1906 | 1911 | 1921 | 1926 | 1931 | 1936 | 1946 | 1954 |
| ---- | ---- | ---- | ---- | ---- | ---- | ---- | ---- | ---- |
| 173  | 168  | 164  | 152  | 139  | 133  | 130  | 151  | 147  |

| 1962 | 1968 | 1975 | 1982 | 1990 | 1999 | 2006 | 2007 | 2012 |
| ---- | ---- | ---- | ---- | ---- | ---- | ---- | ---- | ---- |
| 142  | 140  | 132  | 164  | 170  | 170  | 174  | 174  | 175  |

| 2017 | 2022 | - | - | - | - | - | - | - |
| ---- | ---- | - | - | - | - | - | - | - |
| 195  | 207  | - | - | - | - | - | - | - |

## Lieux et monuments
- Église Saint-Claude. La communauté faisait partie de la paroisse de Villers-le-Sec (maintenant Villers-Saint-Martin), à plus de six kilomètres d'un parcours montueux. De plus, il fallait traverser le Cusancin souvent en crue. L'abbesse de Baume, patronne de l'église, donna son consentement et, après approbation de l'archevêque, une chapelle fut achevée en 1769. Elle reçoit en 1829 tous les embellissements indispensables à sa nouvelle dignité d'église paroissiale. Un nouveau clocher est dessiné en 1848, dont la flèche sera remplacée en 1960 par un toit plus modeste[1].
- Le Cusancin qui longe le village en effectuant un joli méandre agrémenté par de nombreux nassis[Note 3] (barrages naturels de tuf) avant d'aller rejoindre le Doubs à Baume-les-Dames.
- Son affluent le Sesserant avec lequel il conflue juste en aval du village après avoir créé les fameuses "Cuves de Bléfond" dans le vallon de Bléfond.
- Les moulins : comme le nom de la commune l'indique, ils étaient nombreux tant sur le Cusancin que sur ses affluents.

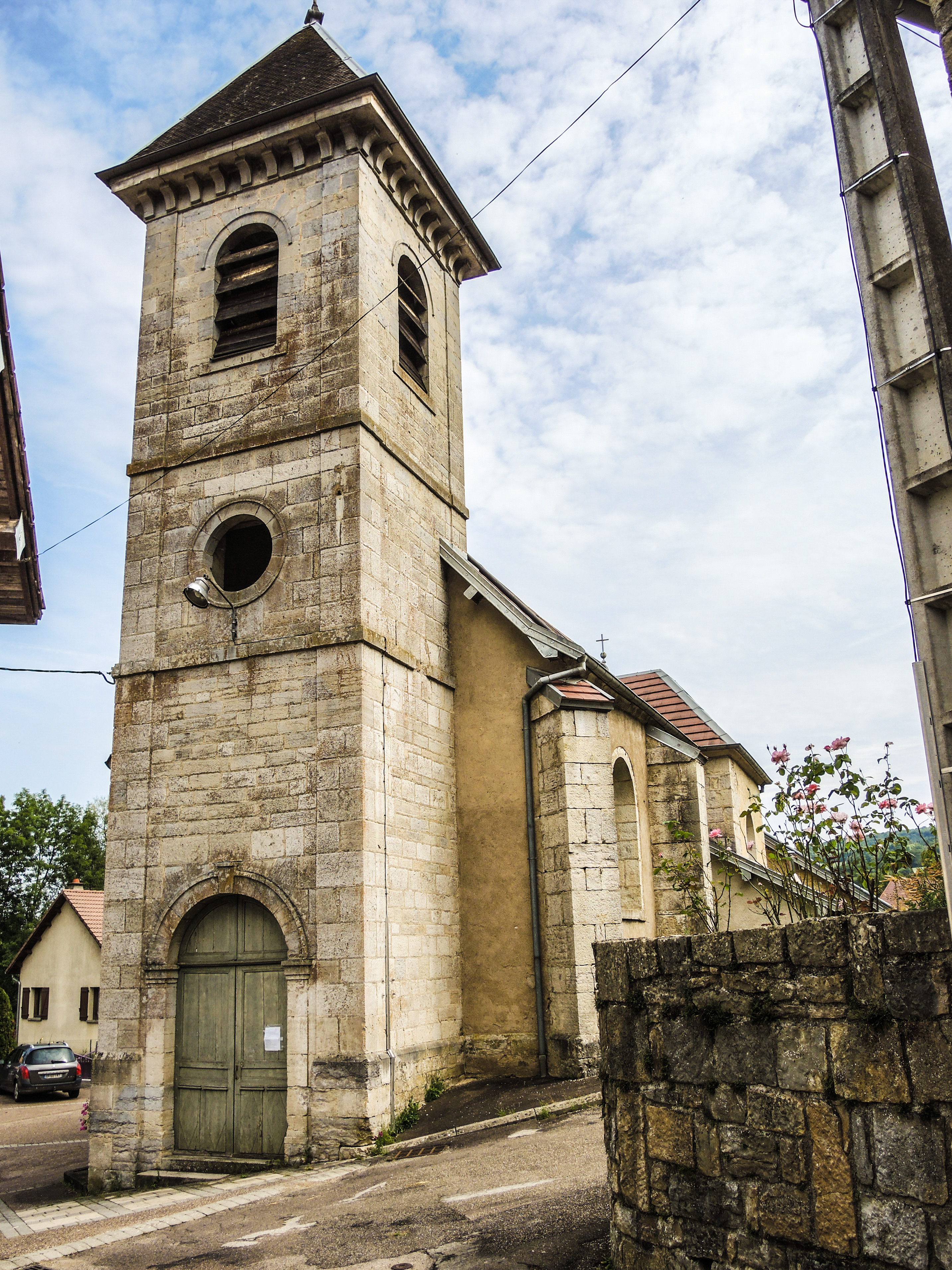
Porche et clocher de l'église Saint-Claude.
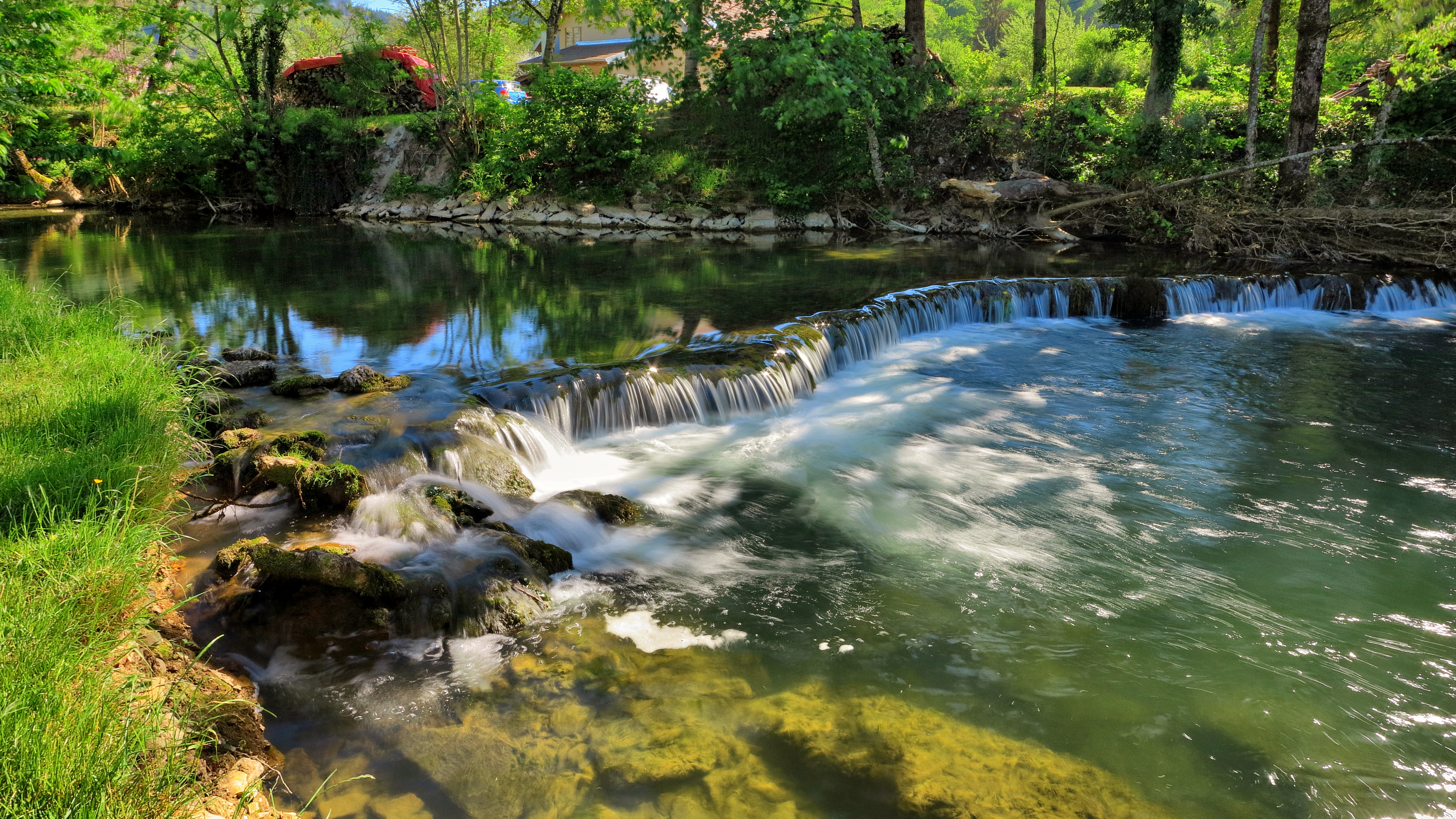
Nassi sur le Cusancin à l'entrée dans le village.
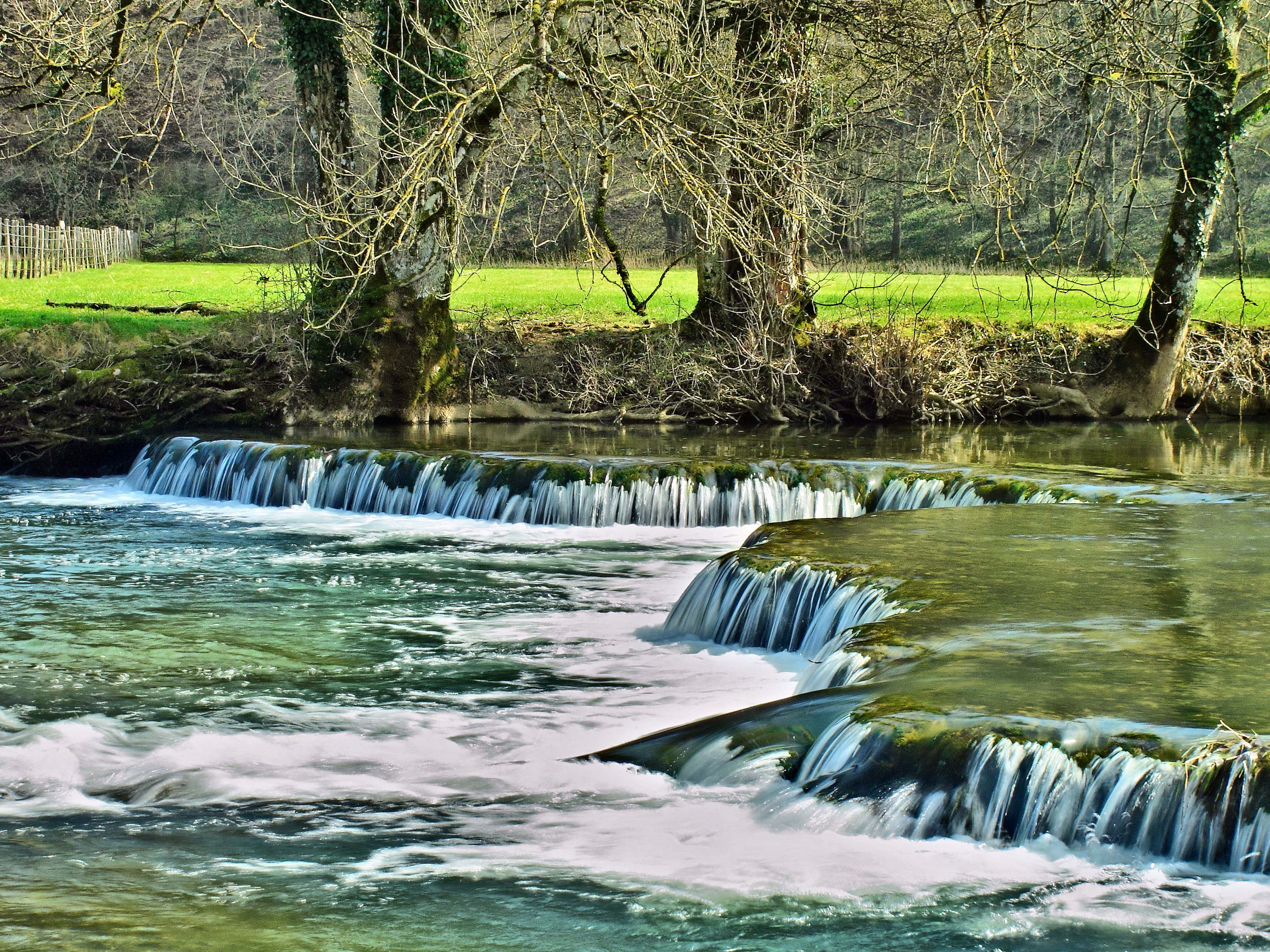
Nassi sur le Cusancin en aval du village.
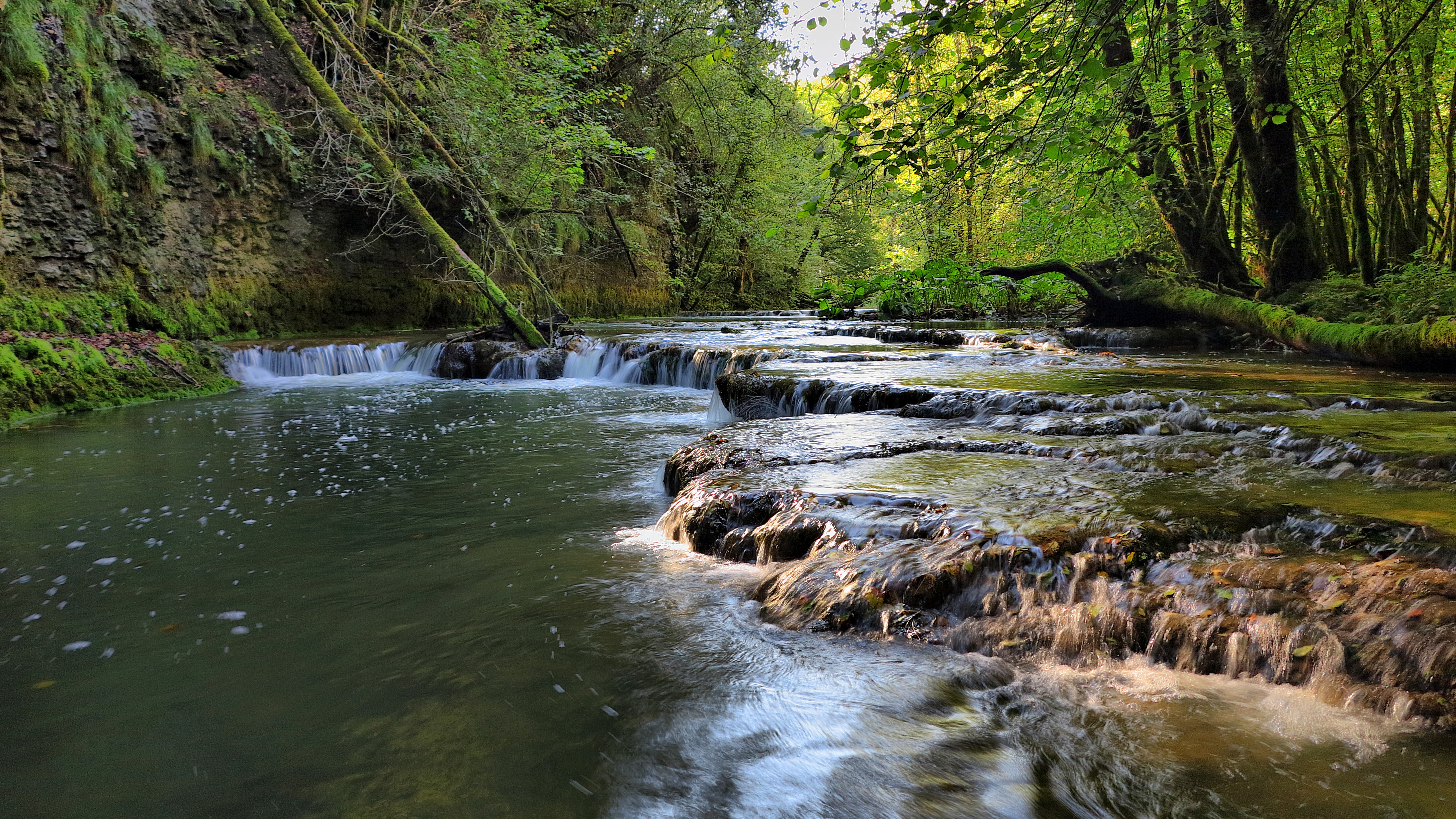
Le Sesserant en amont de sa confluence avec le Cusancin.
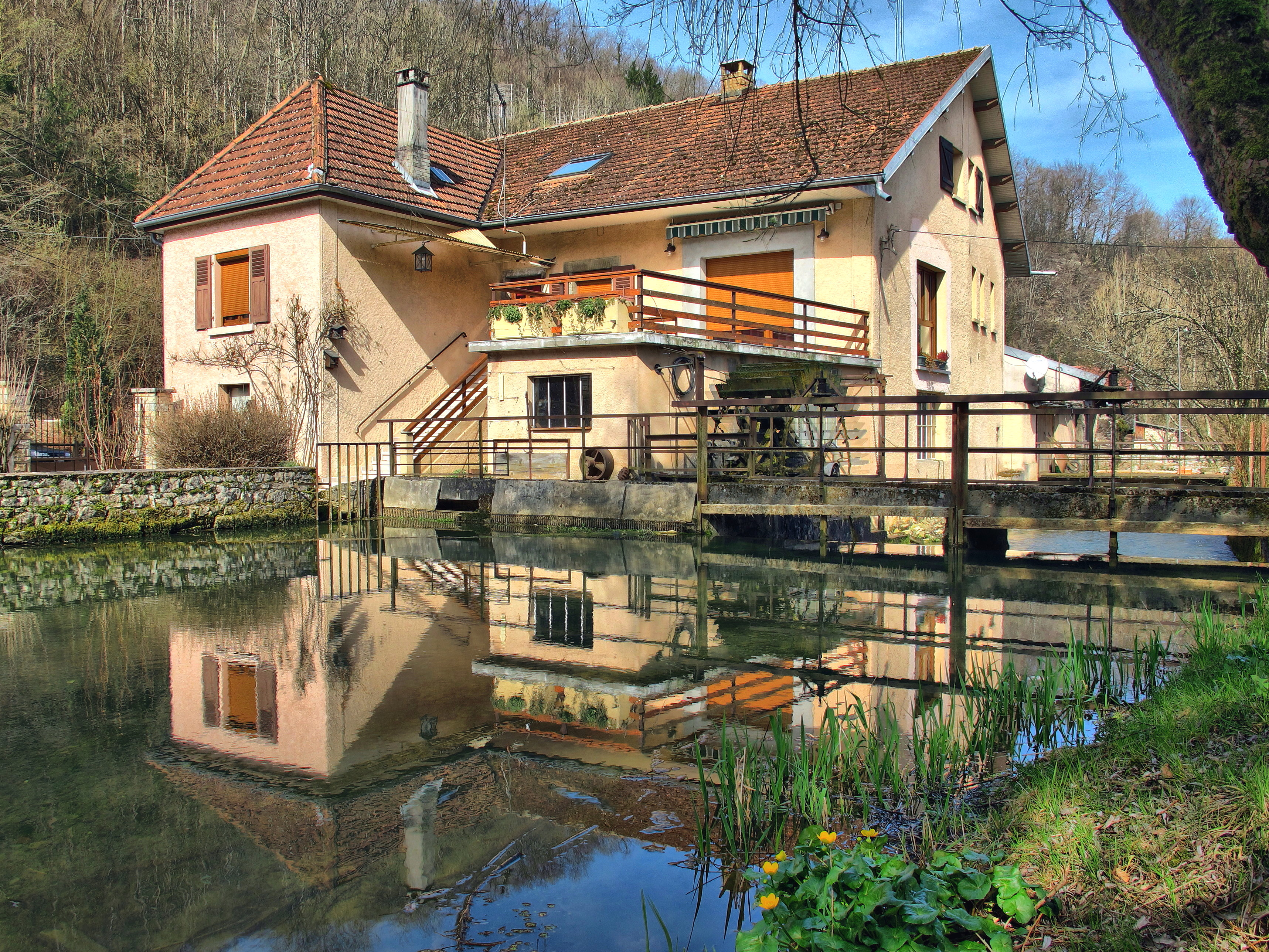
Le moulin sur la Glaie Noire affluent rive gauche du Cusancin.